# The Honey Pot
The Honey Pot is een Amerikaanse filmkomedie uit 1967 onder regie van Joseph L. Mankiewicz. De film is gebaseerd op de toneelstukken Volpone (1605) van Ben Jonson en Mr. Fox of Venice (1967) van Frederick Knott en de roman The Evil of the Day (1955) van Thomas Sterling.

## Verhaal
De rijke rokkenjager Cecil Sheridan Fox houdt in zijn paleis in Venetië drie voormalige maîtresses voor de gek. Hij doet alsof hij op sterven ligt en slaat gade hoe de vrouwen ruziën over zijn erfenis. Dan wordt er echter een moord gepleegd.

## Rolverdeling
| Acteur          | Personage          |
| --------------- | ------------------ |
| Rex Harrison    | Cecil Sheridan Fox |
| Susan Hayward   | Mrs. Sheridan      |
| Cliff Robertson | William McFly      |
| Capucine        | Prinses Dominique  |
| Edie Adams      | Merle McGill       |
| Maggie Smith    | Sarah Watkins      |
| Adolfo Celi     | Inspecteur Rizzi   |
| Hugh Manning    | Volpone            |
| David Dodimead  | Mosca              |